# Thomas Claiborne (Politiker, 1749)

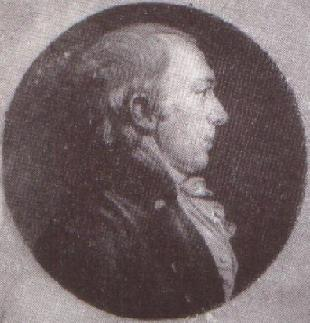
Thomas Claiborne

Thomas Claiborne (* 1. Februar 1749 im Brunswick County, Colony of Virginia; † 1812 ebenda) war ein US-amerikanischer Politiker. Zwischen 1793 und 1805 vertrat er zweimal  den Bundesstaat Virginia im US-Repräsentantenhaus.

## Werdegang
Thomas Claiborne entstammte einer bekannten amerikanischen Politikerfamilie. Er war der Vater der Kongressabgeordneten John Claiborne (1777–1808) und Thomas Claiborne (1780–1856). Außerdem war er noch mit zahlreichen anderen Politikern verwandt. Claiborne wuchs noch während der britischen Kolonialzeit auf. Zwischen 1783 und 1788 saß er im Abgeordnetenhaus von Virginia; von 1790 bis 1792 gehörte er dem  Staatssenat an. Außerdem wurde er 1789 Oberst der Staatsmiliz. Von 1789 bis 1792 war er Sheriff im Brunswick County. Politisch war er ein Gegner der Bundesregierung unter Präsident George Washington (Anti-Administration-Fraktion). Später schloss er sich der Ende der 1790er Jahre von Thomas Jefferson gegründeten Demokratisch-Republikanischen Partei an.
Bei den Kongresswahlen des Jahres 1792 wurde Claiborne im achten Wahlbezirk von Virginia in das US-Repräsentantenhaus in Philadelphia gewählt, wo er am 4. März 1793 die Nachfolge von Josiah Parker antrat. Nach zwei Wiederwahlen konnte er bis zum 3. März 1799 drei Legislaturperioden im Kongress absolvieren. Im Jahr 1798 wurde er nicht bestätigt. Im Jahr 1800 wurde Claiborne erneut im achten Distrikt seines Staates in den inzwischen in der neuen Bundeshauptstadt Washington, D.C. tagenden Kongress gewählt, wo er am 4. März 1801 Samuel Goode wieder ablöste, der zwei Jahre zuvor sein Nachfolger geworden war. Nach einer Wiederwahl im elften Bezirk konnte er dort bis zum 3. März 1805 zwei weitere Amtszeiten verbringen. In diese Zeit fiel der von Präsident Jefferson getätigte Louisiana Purchase. 1804 wurde der zwölfte Verfassungszusatz ratifiziert.
Nach dem Ende seiner Zeit im US-Repräsentantenhaus zog sich Thomas Claiborne aus der Politik zurück. Er starb im Jahr 1812 auf seinem Anwesen im Brunswick County.